# Synagoga w Koninie
Synagoga w Koninie – synagoga wzniesiona w latach 1825–1829 w Koninie, wpisana do rejestru zabytków nieruchomych województwa wielkopolskiego.
Synagoga została zbudowana w latach 1825-1829 na miejscu starej synagogi. Prace wykończeniowe trwały do 1844. W latach 1878–1883 przeprowadzono prace remontowe z gruntowną przebudową w stylu neomauretańskim, podczas których dodano orientalną dekorację elewacji, słupy bimy, sklepienie oraz dobudowano dwukondygnacyjne pomieszczenie, w którym umieszczono na piętrze babiniec, a na parterze od strony zachodniej przedsionek. Połączył on ze sobą synagogę główną oraz sąsiadujący z nią nowy budynek synagogi ze szkołą talmudyczną.
Podczas II wojny światowej w październiku 1939 Niemcy zdewastowali synagogę, w której następnie urządzili magazyn. Po wojnie budynek synagogi przez wiele lat stał opuszczony. W latach 80. przeprowadzono gruntowny remont, podczas którego synagoga odzyskała swój dawny oryginalny wygląd. Od tego czasu do 2008 znajdowała się w niej Biblioteka Wojewódzka. W 2010 budynek przejął Związek Gmin Wyznaniowych Żydowskich RP, który sprzedał go w ręce prywatne. Biblioteka została zlikwidowana. Po 10 latach miasto przejęło synagogę. Zaczęto w niej organizować spotkania kulturalne.
Murowany budynek synagogi wzniesiono na planie prostokąta, w stylu neomauretańsko-neogotyckim. Wewnątrz w jednoprzestrzennej sali głównej znajduje się kolebkowe sklepienie czterokierunkowe wsparte na czterech kolumnach, pomiędzy którymi dawniej stała bima. Sklepienie pierwotnie malowane było ornamentem zbliżonym do okuciowego, zaś obecnie jest wykonane z drewna modrzewiowego.
Na ścianie wschodniej znajdował się bogato zdobiony Aron ha-kodesz, który pierwotnie znajdował się również w starej synagodze. Obecnie pozostaje zamkniętą drewnianymi drzwiczkami wnęką. Na tej ścianie oraz kolumnach zachowała się piękna, zakonserwowana dekoracja malarska. Przed synagogą zachował się oryginalny, stylizowany kuty płot z licznymi gwiazdami Dawida.